# Sveti Ivan (Oprtalj)
Sveti Ivan is een plaats in de gemeente Oprtalj in de Kroatische provincie Istrië. De plaats telt 39 inwoners (2001).